# Kleine Simsenlilie
Die Kleine Simsenlilie (Tofieldia pusilla) ist eine Pflanzenart aus der Familie der Simsenliliengewächse (Tofieldiaceae).

## Beschreibung
Die Kleine Simsenlilie wächst als ausdauernde krautige Pflanze und erreicht Wuchshöhen zwischen 5 und 12 cm. Die Grundblätter sind reitend, linealisch, schwertförmig kurz zugespitzt, fast stumpf, besitzen drei bis fünf Längsnerven und erreichen zwischen 1 und 5 (bis 8) Zentimeter Länge und 3 Millimeter Breite. Der Stängel ist aufrecht und nur am Grund beblättert.
Der Blütenstand ist eine meist kopfig gedrängte, 0,5 bis 2 Zentimeter lange Traube und setzt sich aus 5 bis 10 (bis 35) 1 bis 3 Millimeter lang gestielten Blüten zusammen. Die Blüten stehen jeweils in der Achsel eines weißlichen, dreilappigen Tragblattes. Ein kelchähnliches Vorblatt am Grund der Blüten fehlt. Die weißlichen bis grünlichen Blütenhüllblätter werden 1,5 bis 2,5 Millimeter lang. Die Staubblätter sind etwa gleich lang wie die Tepalen. Der Fruchtknoten ist ellipsoid mit 0,3 bis 0,4 mm langen Griffeln. Die Kapselfrucht ist 2,5 bis 3 Millimeter lang und fast kugelförmig. Die Samen sind 0,6 bis 0,8 Millimeter lang.
Die Blütezeit reicht in Mitteleuropa von Juli bis August.
Die Kleine Simsenlilie ist diploid mit einer Chromosomenzahl von 2n = 30.

## Vorkommen
Das circumpolar arktisch-alpine Verbreitungsgebiet der Kleinen Simsenlilie umfasst Island, Skandinavien, Nord-Sibirien, Alaska, Nord-Kanada und Grönland; im Ural und in den Rocky Mountains reicht es weiter nach Süden. Darüber hinaus kommt die Art in Europa auch in Großbritannien, vor allem in Schottland, und in den Alpen vor. In Deutschland sind mehrere Vorkommen aus den Berchtesgadener Alpen bekannt, Einzelvorkommen gibt es auch im Wetterstein- und im Karwendel-Gebirge. Im Jahr 2003 wurde die Art auch in den Allgäuer Alpen am Hornbachjoch gegen die Jochspitze in 2050 Metern Meereshöhe entdeckt.
Die Kleine Simsenlilie kommt bevorzugt auf Kalk, aber manchmal auch auf kalkarmen Substraten vor. Sie besiedelt in den Alpen durchsickerte Quellmoore, Schneetälchen und Polsterseggenrasen in Höhenlagen zwischen 1600 und 2600 Meter. Sie ist lokal eine Charakterart des Kobresietum simpliciusculae aus dem Verband Caricion bicolori-atrofuscae, kommt aber auch in Gesellschaften des Seslerion-Verbands vor und ist überregional aber eine Charakterart der Ordnung Tofieldietalia.
Die ökologischen Zeigerwerte nach Landolt & al. 2010 sind in der Schweiz: Feuchtezahl F = 3+w+ (feucht aber stark wechselnd), Lichtzahl L = 4 (hell), Reaktionszahl R = 3 (schwach sauer bis neutral), Temperaturzahl T = 1+ (unter-alpin, supra-subalpin und ober-subalpin), Nährstoffzahl N = 2 (nährstoffarm), Kontinentalitätszahl K = 3 (subozeanisch bis subkontinental).
Die Kleine Simsenlilie wird in den Roten Listen gefährdeter Arten Deutschlands und Bayerns mit dem Status „R“ (extrem selten) bewertet.

## Hybriden
Die Kleine Simsenlilie bildet bei gemeinsamem Vorkommen mit anderen Simsenlilien-Arten (Tofieldia) Hybriden: 
- Tofieldia ×hybrida Kerner (Tofieldia calyculata × Tofieldia pusilla, Syn. Tofieldia pusilla subsp. austriaca Kunz) in den Alpen.
- Tofieldia coccinea × pusilla in Nordamerika.[4]